# Zutendaal
Zutendaal is een gemeente in de provincie Limburg in België en behoort tot het gerechtelijk kanton Bilzen en het kieskanton Genk. De gemeente telt ruim 7.000 inwoners.
Het dorp bestaat uit de plaatsen Gewaai, Papendaal, Besmer, Broek, Stalken, Roelen, Daal en Wiemesmeer. De laatste vormt een eigen parochie.

## Etymologie
De eerste schriftelijke vermelding is uit 1292, als Suerbroeck duidend op de zure en natte gronden in de regio. Vanaf 1345 spreekt men van Zuetendael, wat afgeleid werd van zoete dal.

## Geschiedenis
Terwijl de oudste kernen als Papendaal, Zutendaal, Broek, Stalken en Roelen aan de beekbronnen ontstonden, werden Wiemesmeer, Gewaai en Besmer veel later gesticht, op het Kempens plateau.

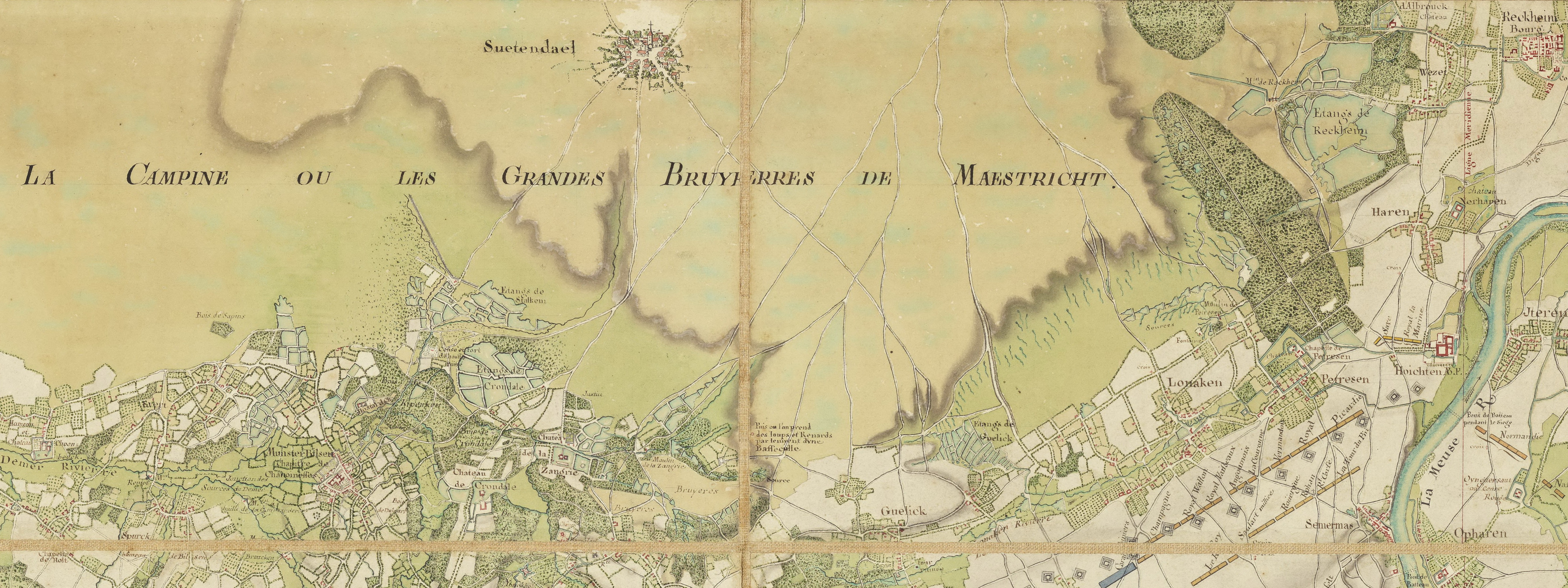
Zutendaal op een Franse kaart uit 1748, omringd door de woeste gronden van de Hoge Kempen ("Les grandes bruyèrres de Maestricht")

De eerste kerk zou al in de 7e eeuw zijn gesticht vanuit de Abdij van Munsterbilzen. In 1304 werd het patronaatsrecht door Graaf Arnold V van Loon overgedragen aan de Abdij van Averbode. Ten zuiden van de kerk, rond het Vijverplein, zijn nog enkele overblijfselen van de vroegere dorpskern overgebleven.
Tijdens de 16e en 17e eeuw waren er veel problemen met rondtrekkende legerbendes. In 1598 werd de kerk van Zutendaal in brand gestoken en ook later moest de bevolking haar toevlucht nemen tot schansen om zich hiervoor in veiligheid te brengen. In 1790 vond op de Hesselsberg een veldslag plaats tussen de Luikse revolutionairen en de troepen van de Keurvorst van de Pfaltz, die de prins-bisschop van Luik steunden.
Eind 19e en begin 20e eeuw werd de heide bebost. In 1938 werd, aan de Heiwijkerweg, de springstoffenfabriek van FN opgericht, waar tegenwoordig 70 mensen werken.

### Zutendaal tijdens de Tweede Wereldoorlog
Op 22 augustus 1943 werden drie leden van de familie Geusens vermoord door een bende van vijftiental gewapende mannen. 
In 1944 werd door de Amerikanen een klein vliegveld aangelegd en op 1 januari 1945 woedde hier de Operatie Bodenplatte, die door de Duitsers werd verloren.

## Toerisme en industrie
Tegenwoordig is Zutendaal een zeer bosrijke gemeente, waar het toerisme een bron van inkomsten is. Verdere economische activiteit vindt men in enkele zand- en grindgroeven. Lieteberg is een van de toegangspoorten tot het Nationaal Park Hoge Kempen. Vanaf 1953 kwam hier een reservebasis van de NAVO, die vrijwel nooit werd gebruikt. Ook staat hier de munitiefabriek van FN Herstal.

## Galerij

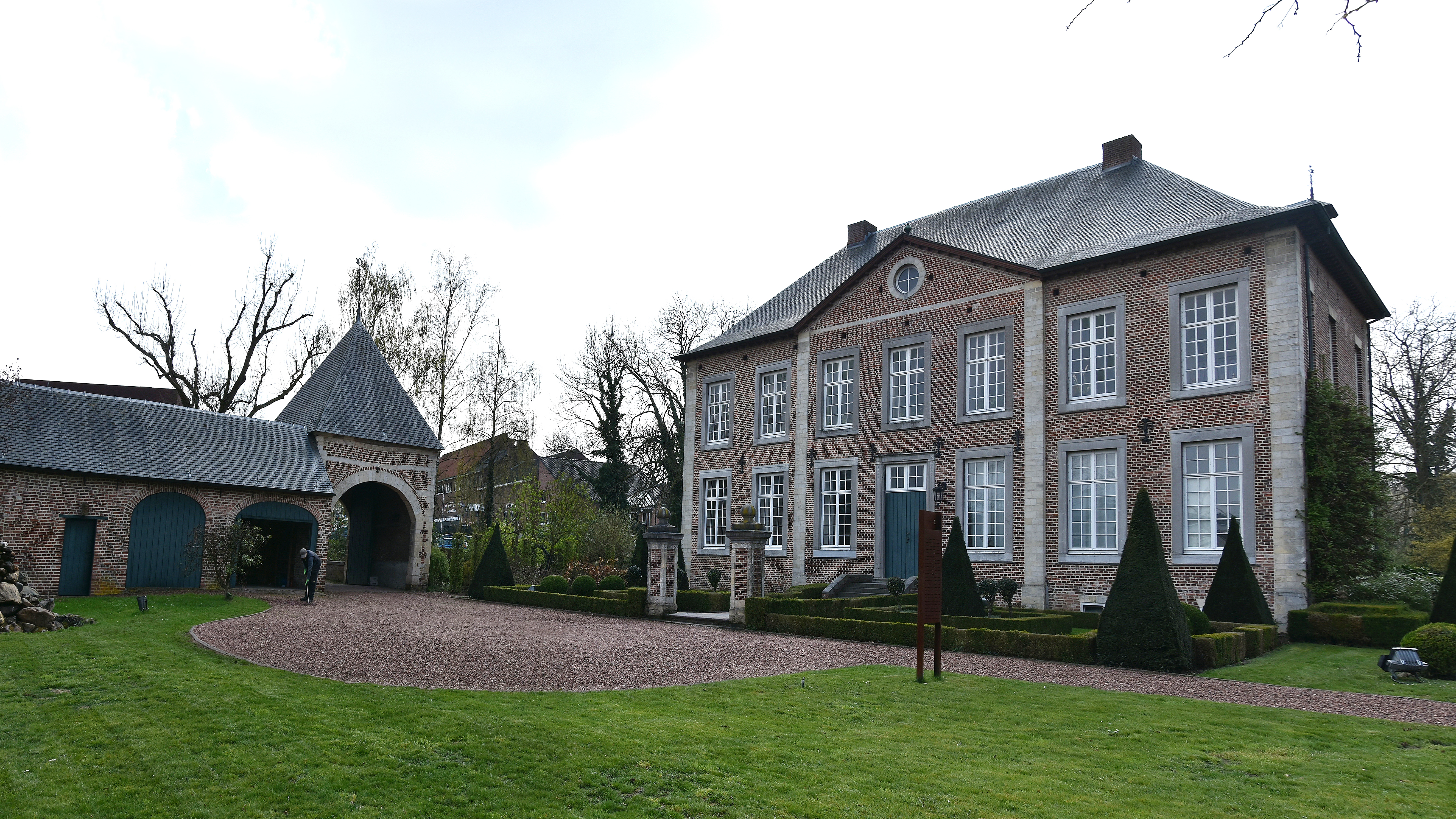
De Witherenpastorie
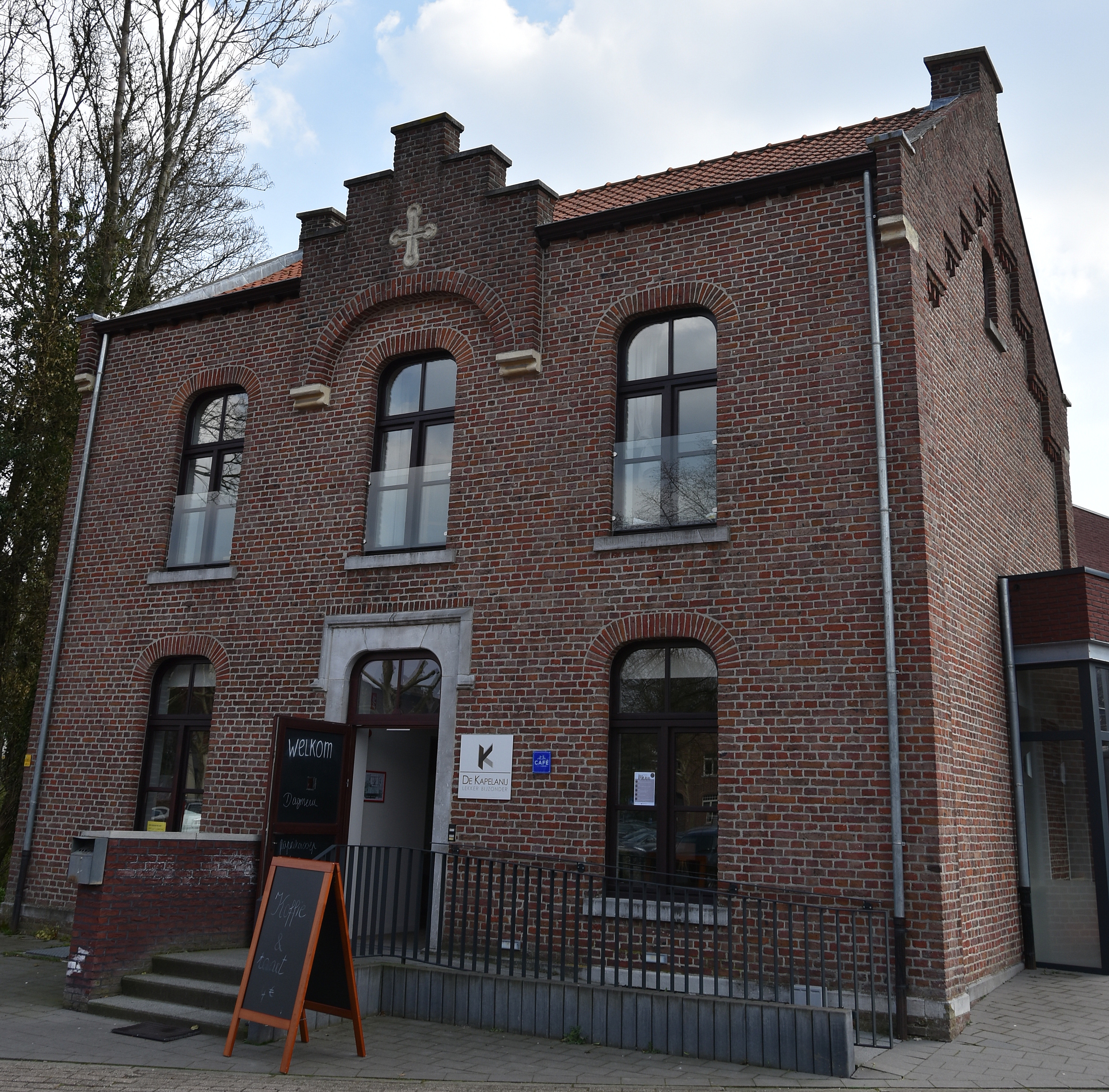
De kapelanij
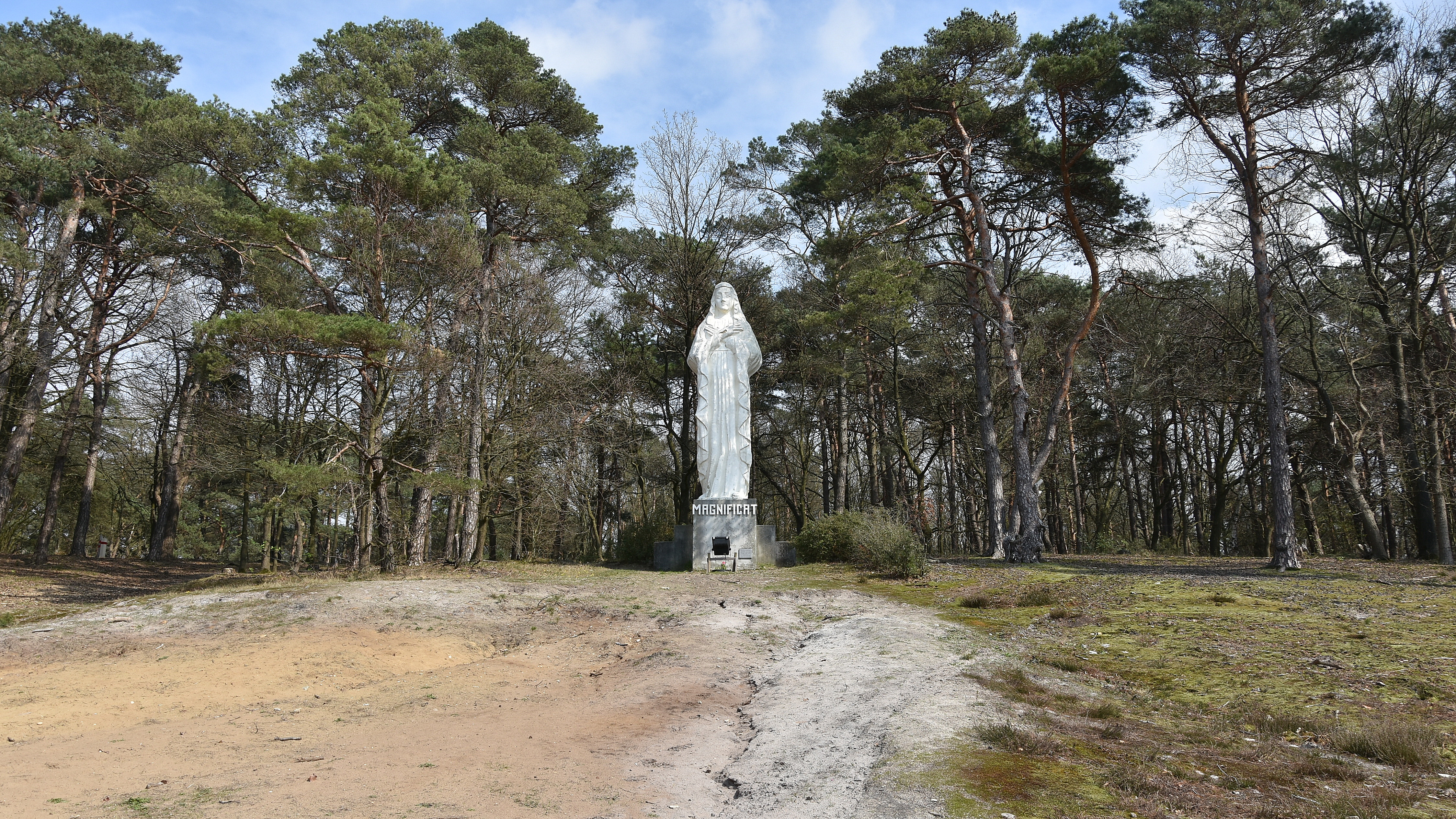
Het Mariabeeld op Hesselsberg
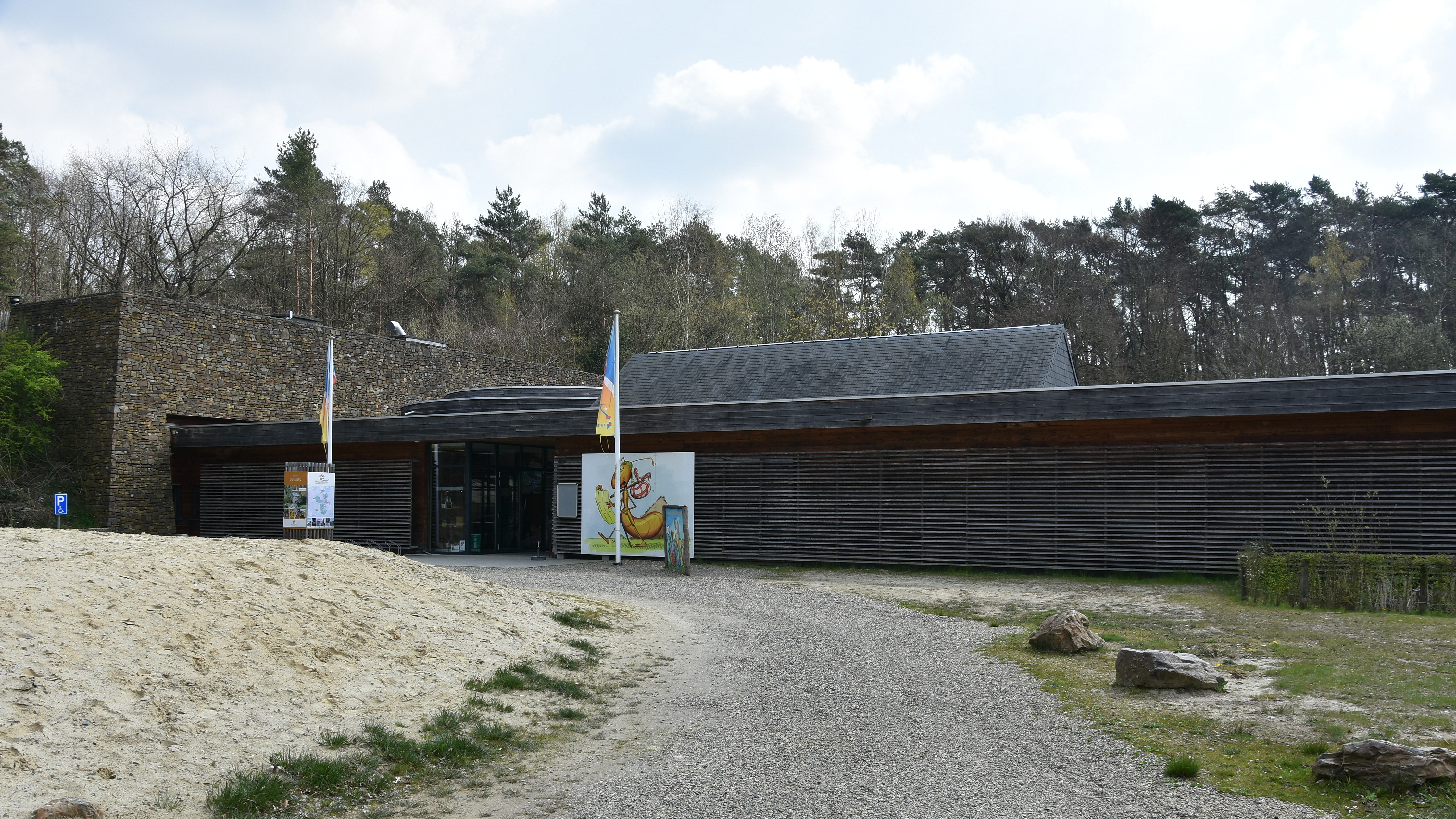
Lieteberg
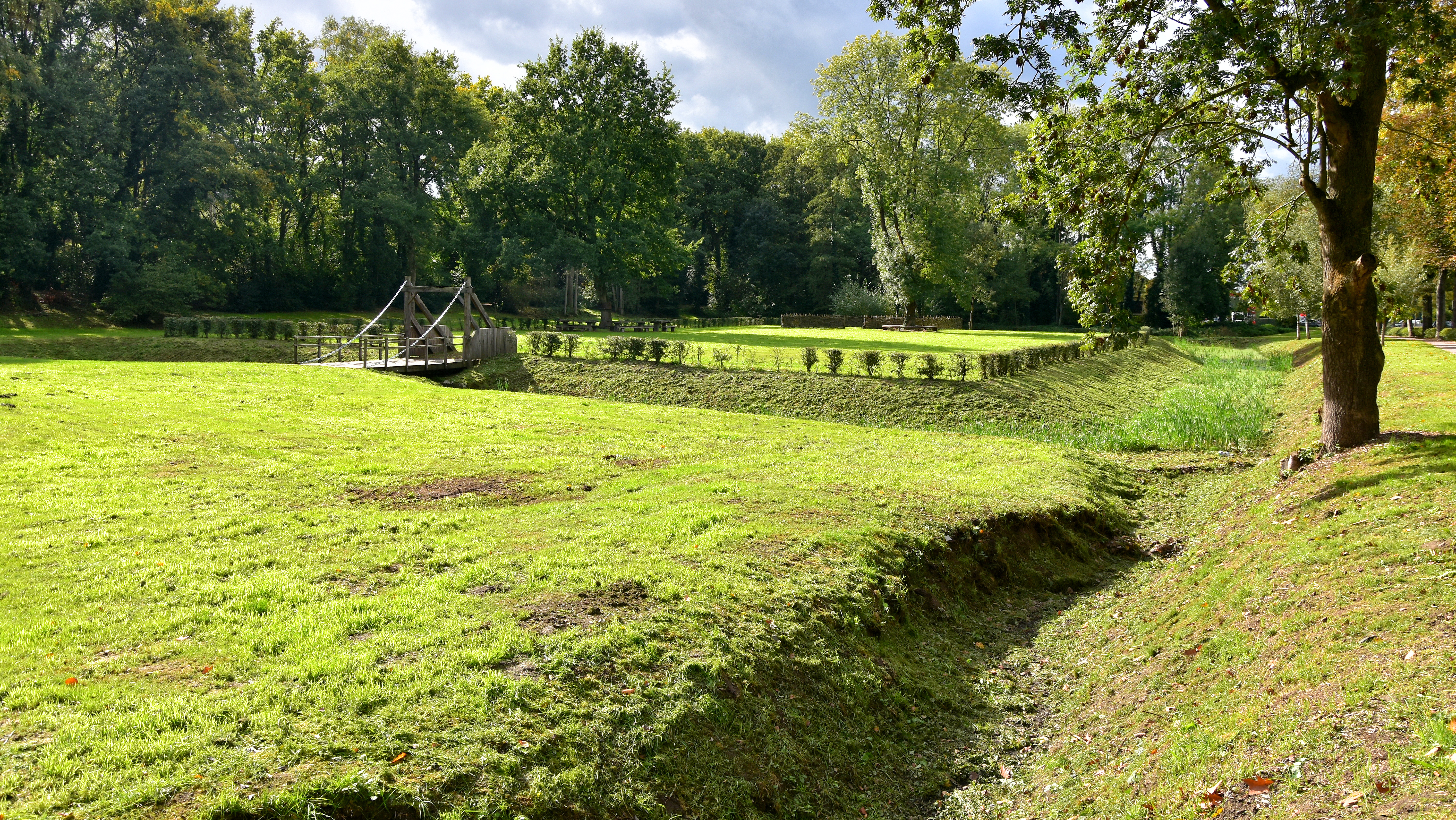
De schans in Zutendaal
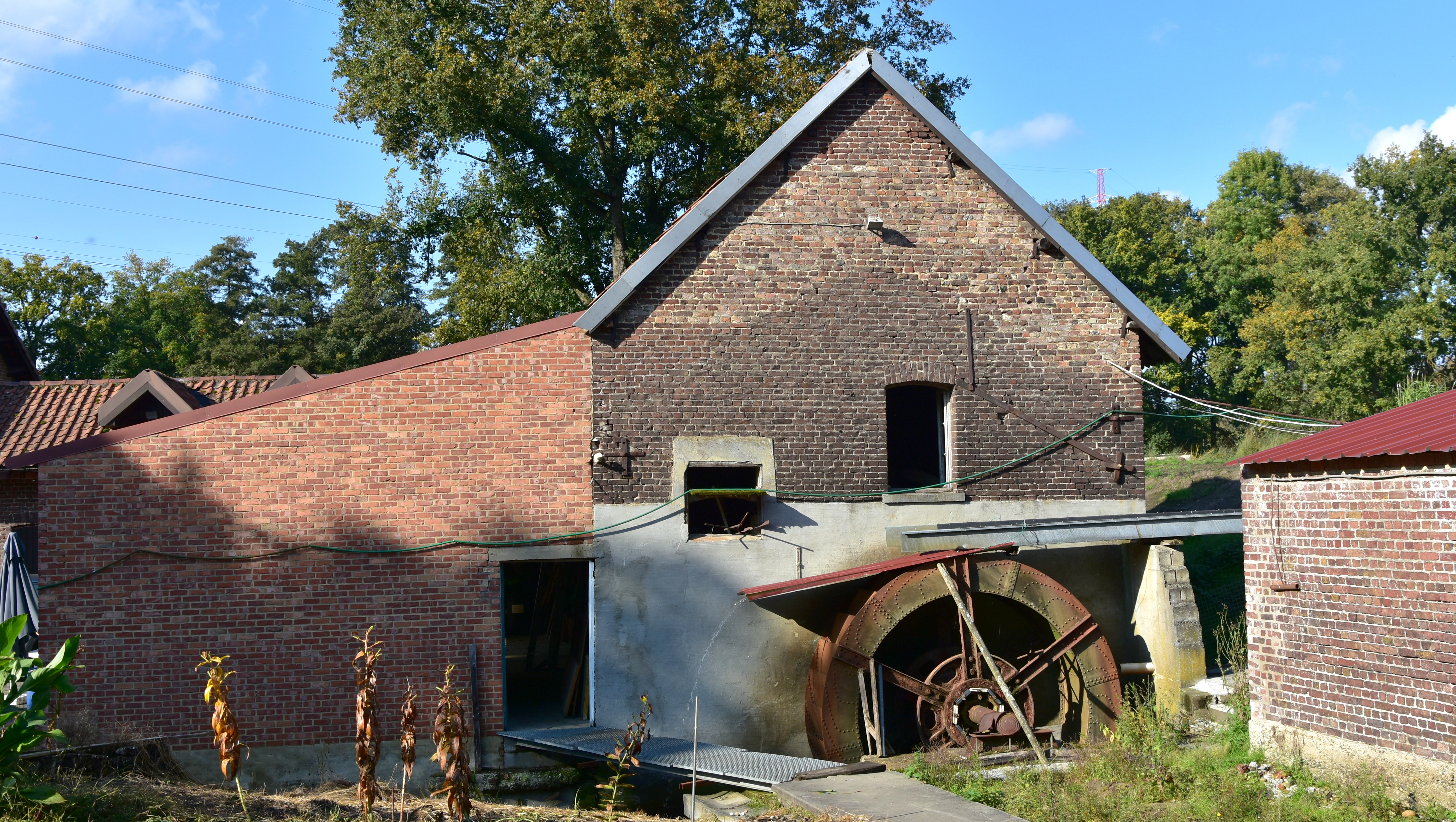
De Suetendaelmolen
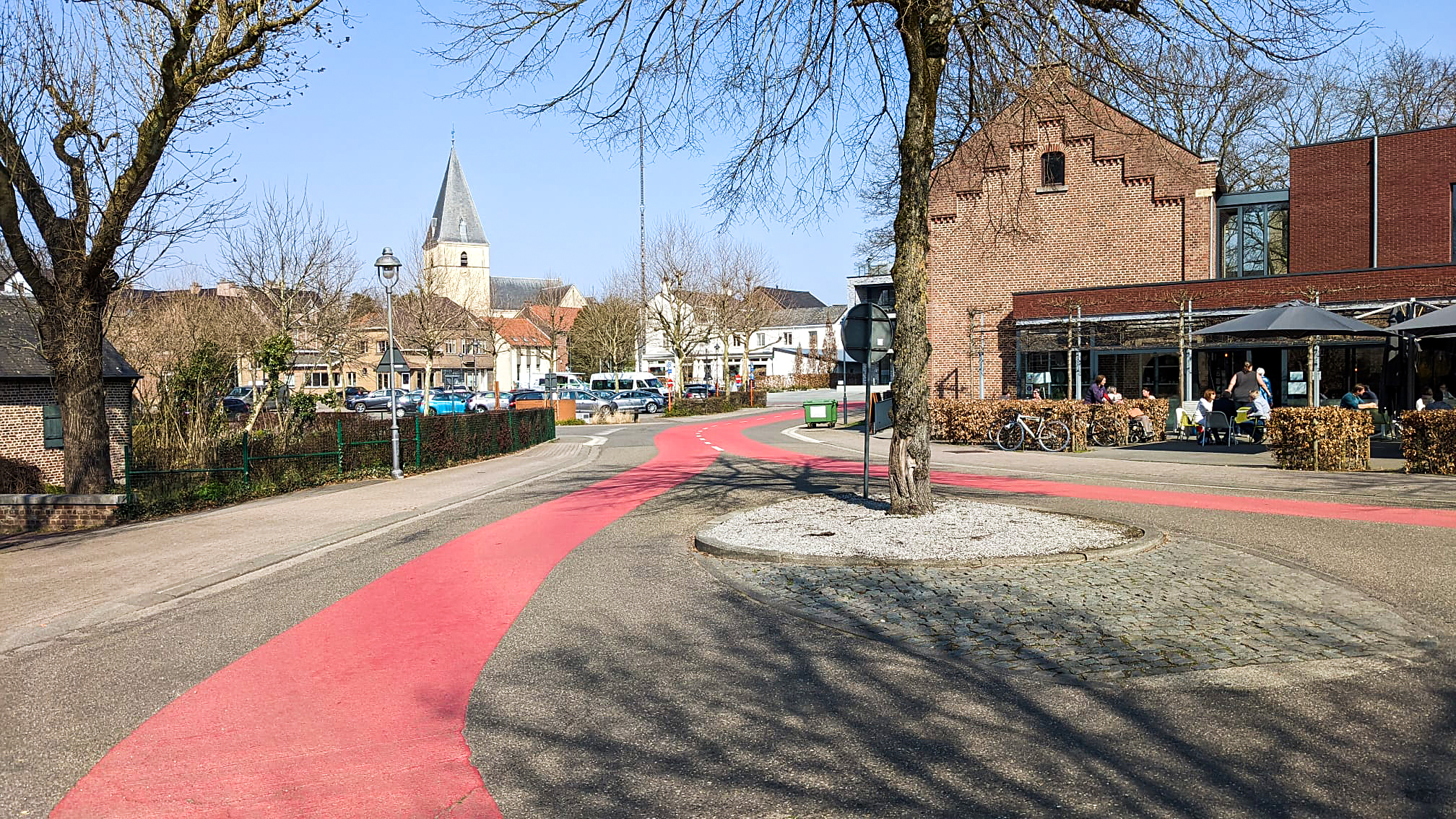
De fietsring
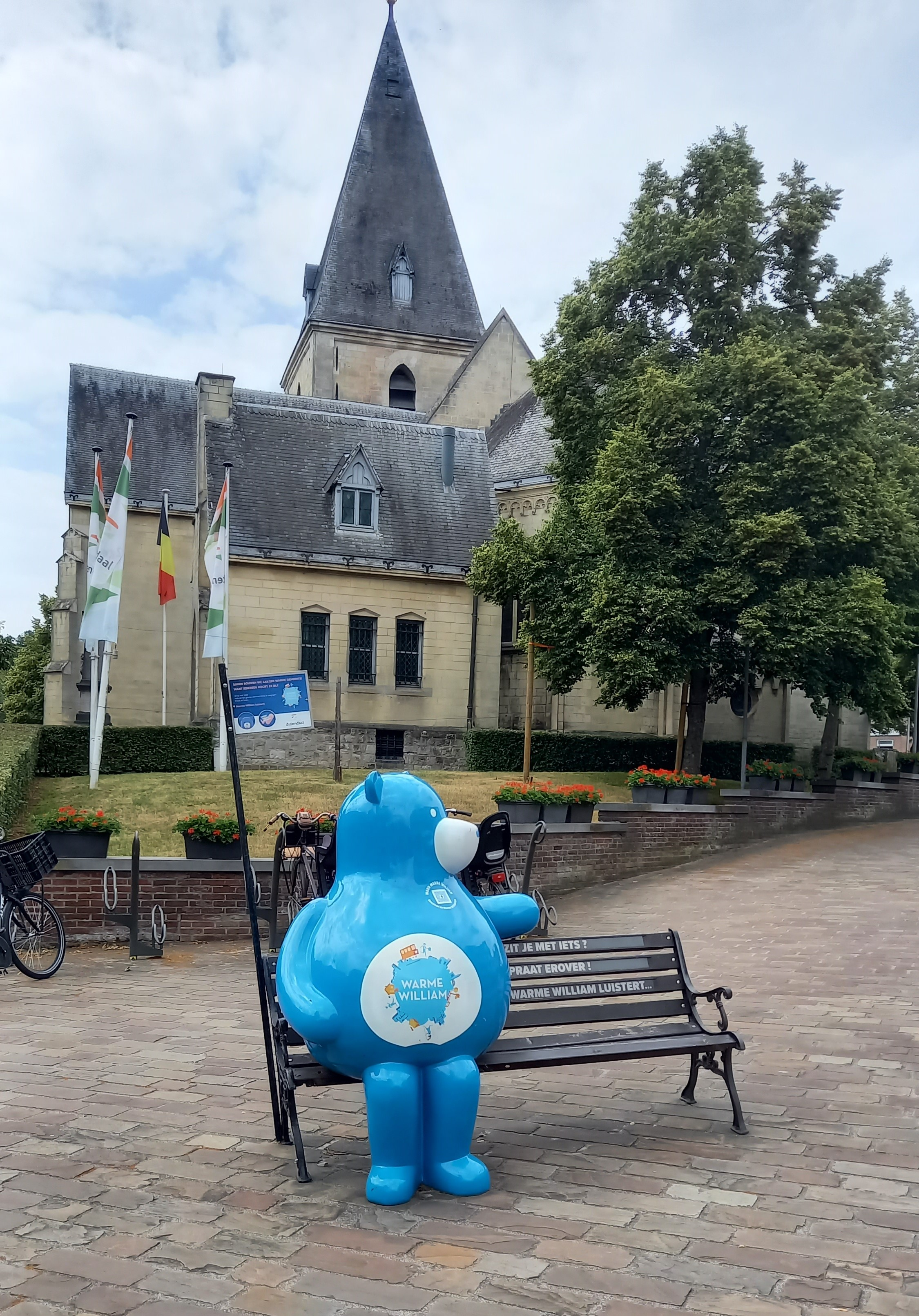
O-L-Vrouwekerk met Warme William

## Geografie

### Nabijgelegen kernen
Wiemesmeer, Genk, Munsterbilzen, Lanaken, Opgrimbie, Mechelen-aan-de-Maas

## Demografie

### Demografische evolutie
- Bronnen:NIS, Opm:1831 tot en met 1981=volkstellingen; 1990 en later= inwonertal op 1 januari

| Inwoners van jaar tot jaar op 1 januari 1992 tot heden | Inwoners van jaar tot jaar op 1 januari 1992 tot heden | Inwoners van jaar tot jaar op 1 januari 1992 tot heden |
| jaar                                                   | Aantal                                                 | Evolutie: 1992=index 100                               |
| ------------------------------------------------------ | ------------------------------------------------------ | ------------------------------------------------------ |
| 1992                                                   | 6.163                                                  | 100,0                                                  |
| 1993                                                   | 6.260                                                  | 101,6                                                  |
| 1994                                                   | 6.354                                                  | 103,1                                                  |
| 1995                                                   | 6.384                                                  | 103,6                                                  |
| 1996                                                   | 6.477                                                  | 105,1                                                  |
| 1997                                                   | 6.544                                                  | 106,2                                                  |
| 1998                                                   | 6.564                                                  | 106,5                                                  |
| 1999                                                   | 6.619                                                  | 107,4                                                  |
| 2000                                                   | 6.755                                                  | 109,6                                                  |
| 2001                                                   | 6.764                                                  | 109,8                                                  |
| 2002                                                   | 6.809                                                  | 110,5                                                  |
| 2003                                                   | 6.861                                                  | 111,3                                                  |
| 2004                                                   | 6.869                                                  | 111,5                                                  |
| 2005                                                   | 6.865                                                  | 111,4                                                  |
| 2006                                                   | 6.929                                                  | 112,4                                                  |
| 2007                                                   | 6.956                                                  | 112,9                                                  |
| 2008                                                   | 6.982                                                  | 113,3                                                  |
| 2009                                                   | 7.036                                                  | 114,2                                                  |
| 2010                                                   | 7.009                                                  | 113,7                                                  |
| 2011                                                   | 7.047                                                  | 114,3                                                  |
| 2012                                                   | 7.074                                                  | 114,8                                                  |
| 2013                                                   | 7.045                                                  | 114,3                                                  |
| 2014                                                   | 7.109                                                  | 115,3                                                  |
| 2015                                                   | 7.138                                                  | 115,8                                                  |
| 2016                                                   | 7.239                                                  | 117,5                                                  |
| 2017                                                   | 7.270                                                  | 118,0                                                  |
| 2018                                                   | 7.234                                                  | 117,4                                                  |
| 2019                                                   | 7.289                                                  | 118,3                                                  |
| 2020                                                   | 7.282                                                  | 118,2                                                  |
| 2021                                                   | 7.290                                                  | 118,3                                                  |
| 2022                                                   | 7.307                                                  | 118,6                                                  |
| 2023                                                   | 7.345                                                  | 119,2                                                  |
| 2024                                                   | 7.384                                                  | 119,8                                                  |
| 2025                                                   | 7.404                                                  | 120,1                                                  |

## Politiek

### Structuur
De gemeente Zutendaal ligt in het kieskanton Genk (dat identiek is aan het provinciedistrict Genk) en het kiesarrondissement Hasselt-Tongeren-Maaseik (identiek aan de kieskring Limburg).
| Zutendaal        | Zutendaal        | Supranationaal         | Nationaal                         | Nationaal          | Gemeenschap       | Gewest            | Provincie         | Arrondissement           | Provinciedistrict | Kanton          | Gemeente        |
| ---------------- | ---------------- | ---------------------- | --------------------------------- | ------------------ | ----------------- | ----------------- | ----------------- | ------------------------ | ----------------- | --------------- | --------------- |
| Administratief   | Niveau           | Europese Unie          | België                            | België             | Vlaanderen        | Vlaanderen        | Limburg           | Hasselt                  | Hasselt           | Hasselt         | Zutendaal       |
| Administratief   | Bestuur          | Europese Commissie     | Belgische regering                | Belgische regering | Vlaamse regering  | Vlaamse regering  | Deputatie         | Deputatie                | Deputatie         | Deputatie       | Gemeentebestuur |
| Administratief   | Raad             | Europees Parlement     | Kamer van volksvertegenwoordigers | Vlaams Parlement   | Vlaams Parlement  | Vlaams Parlement  | Provincieraad     | Provincieraad            | Provincieraad     | Provincieraad   | Gemeenteraad    |
| Kiesomschrijving | Kiesomschrijving | Nederlands Kiescollege | Kieskring Limburg                 | Kieskring Limburg  | Kieskring Limburg | Kieskring Limburg | Kieskring Limburg | Hasselt-Tongeren-Maaseik | Genk              | Genk            | Zutendaal       |
| Verkiezing       | Verkiezing       | Europese               | Federale                          | Federale           | Vlaamse           | Vlaamse           | Provincieraads-   | Provincieraads-          | Provincieraads-   | Provincieraads- | Gemeenteraads-  |

### Geschiedenis

#### (Voormalige) Burgemeesters
| Tijdspanne | Tijdspanne   | Burgemeester                   |
| ---------- | ------------ | ------------------------------ |
|            | 1965-1992    | Jozef Remans (1933-1992 - CVP) |
|            | 1993 - 2012  | Jos Beuls (CVP / CD&V)         |
|            | 2013 - 2017  | Jef Bobbaers (Nieuw ZVP)       |
|            | 2017 - heden | Ann Schrijvers (ZVP)           |

#### Legislatuur 2013-2018
Burgemeester is Ann Schrijvers (Open Vld - Nieuw ZVP); zij volgde in april 2017 Jef Bobbaers (N-VA - Nieuw ZVP) op als burgemeester. Ze leidt een coalitie bestaande uit Nieuw ZVP (N-VA, Open Vld & onafhankelijken) en Samen Zutendaal (sp.a). Samen vormen ze de meerderheid met 10 op 19 zetels.

#### Legislatuur 2019-2024
De Zutendaalse Volkspartij (ZVP) bestuurt met een ruime absolute meerderheid van 12 op 19 zetels in de gemeenteraad. Burgemeester is Ann Schrijvers (Open Vld - ZVP). Schepenen zijn Matty Coninx, Dirk Smits, Yannick Eurlings en Marina Seurs.

#### Legislatuur 2024-2030
ZVP Team Burgemeester behaalde een absolute meerderheid van 11 op 19 zetels in de gemeenteraad. Ann Schrijvers (Open Vld-ZVP) bleef burgemeester.

#### Resultaten gemeenteraadsverkiezingen sinds 1976
| Partij of kartel     | Partij of kartel                          | 10-10-1976 | 10-10-1976 | 10-10-1982 | 10-10-1982 | 9-10-1988 | 9-10-1988 | 9-10-1994 | 9-10-1994 | 8-10-2000 | 8-10-2000 | 8-10-2006 | 8-10-2006 | 14-10-2012 | 14-10-2012 | 14-10-2018 | 14-10-2018 | 13-10-2024 | 13-10-2024 |
| Stemmen / Zetels     | Stemmen / Zetels                          | %          | 15         | %          | 17         | %         | 17        | %         | 17        | %         | 17        | %         | 17        | %          | 19         | %          | 19         | %          | 19         |
| -------------------- | ----------------------------------------- | ---------- | ---------- | ---------- | ---------- | --------- | --------- | --------- | --------- | --------- | --------- | --------- | --------- | ---------- | ---------- | ---------- | ---------- | ---------- | ---------- |
|                      | CVP1/ CD&V2                               | 52,811     | 9          | 58,71      | 11         | 51,561    | 9         | 56,481    | 10        | 49,761    | 9         | 43,142    | 9         | 45,422     | 9          | 30,72      | 6          | 33,42      | 6          |
|                      | ZVP1/ Nieuw ZVP2 / ZVP Team Burgemeester3 | 37,031     | 6          | 20,541     | 3          | 48,441    | 8         | 33,841    | 6         | 39,861    | 7         | 38,152    | 7         | 43,852     | 9          | 51,31      | 12         | 51,23      | 11         |
|                      | SP1/ sp.a2/ Samen Zutendaal3/ burgerZU4   | -          |            | -          |            | -         |           | 9,681     | 1         | 10,381    | 1         | 6,502     | 0         | 10,093     | 1          | 6,14       | 0          | -          |            |
|                      | Vlaams Belang                             | -          |            | -          |            | -         |           | -         |           | -         |           | 9,21      | 1         | -          |            | 9,1        | 1          | -          |            |
|                      | N-VA                                      | -          |            | -          |            | -         |           | -         |           | -         |           | -         |           | -          |            | -          |            | 15,4       | 2          |
|                      | NIEUW                                     | -          |            | 20,76      | 3          | -         |           | -         |           | -         |           | -         |           | -          |            | -          |            | -          |            |
|                      | Anderen(*)                                | 10,16      | 0          | -          |            | -         |           | -         |           | -         |           | 3,00      | 0         | 0,63       | 0          | 2,8        | 0          | -          |            |
| Totaal stemmen       | Totaal stemmen                            | 2773       | 2773       | 3366       | 3366       | 3869      | 3869      | 4324      | 4324      | 4779      | 4779      | 5032      | 5032      | 5108       | 5108       | 5275       | 5275       | 3940       | 3940       |
| Opkomst %            | Opkomst %                                 |            |            |            |            | 98,22     | 98,22     | 97,34     | 97,34     | 96,94     | 96,94     | 97,41     | 97,41     | 96,16      | 96,16      | 95,6       | 95,6       | 69,8       | 69,8       |
| Blanco en ongeldig % | Blanco en ongeldig %                      | 2,42       | 2,42       | 5,11       | 5,11       | 3,05      | 3,05      | 3,45      | 3,45      | 4,42      | 4,42      | 3,36      | 3,36      | 3,80       | 3,80       | 2,8        | 2,8        | 1,2        | 1,2        |

De rode cijfers naast de gegevens duiden aan onder welke naam de partijen telkens bij een verkiezing opkwamen

(*) 1976: OCK (10,16%) / 2006: KURT (3,00%) / 2012: Swadhisthana (0,6%) / 2018: WARD (1,7%), Hatice Kör (1,1%)

## Bezienswaardigheden

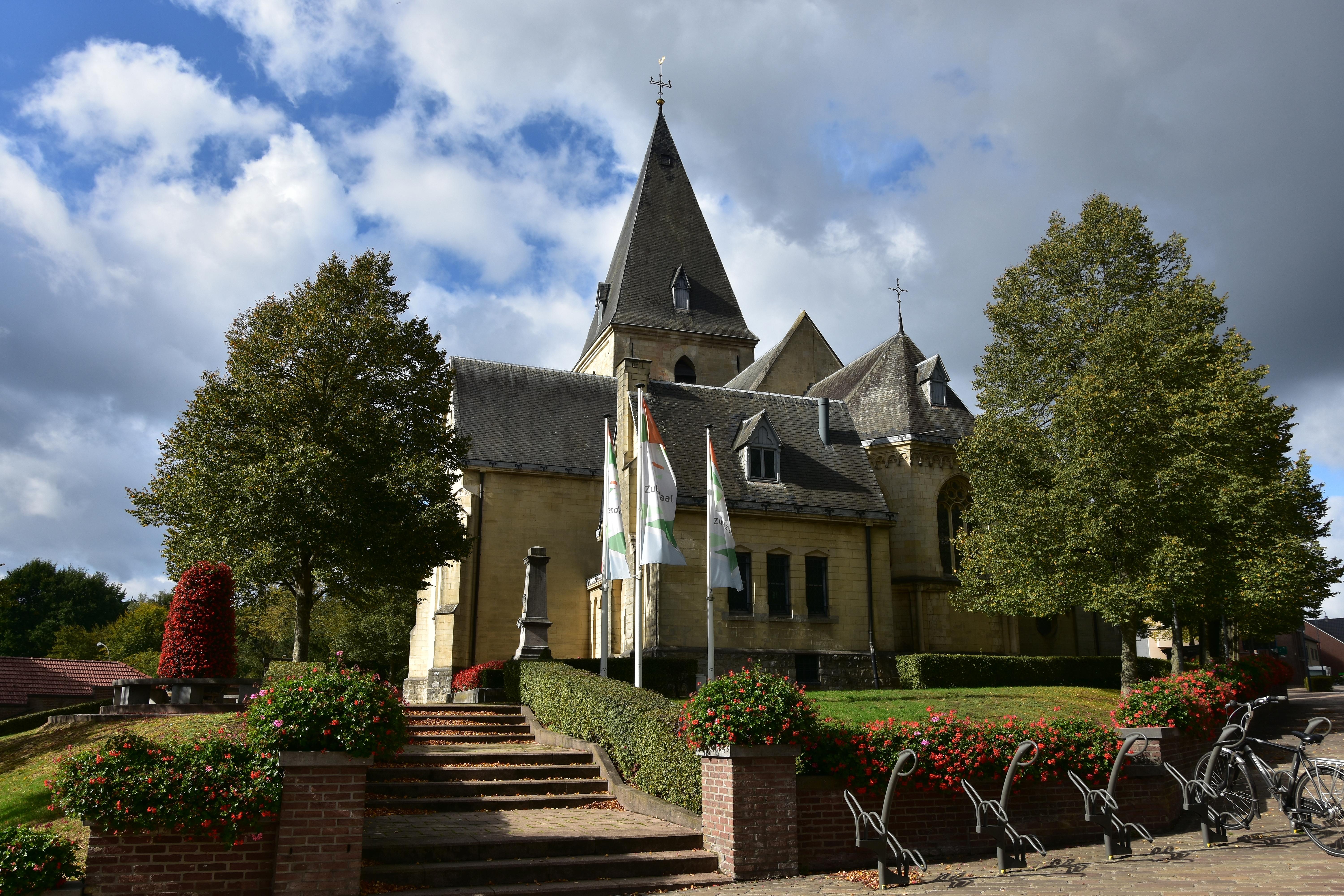
Onze-Lieve-Vrouwekerk

- De Onze-Lieve-Vrouwekerk is een grotendeels gotisch bouwwerk.
- De pastorie, een classicistisch gebouw uit 1783.
- Het Mariapark, met een openluchttheater uit 1946, waar Mariaspelen worden opgevoerd.
- De Hesselsberg met het grote Mariabeeld.
- De Mandelkapel aan de weg naar Stalken
- Vanaf het Vijverplein is een gemarkeerde wandeling uitgezet langs de merkwaardigheden van het dorp.
- Insectencentrum De Lieteberg, waar zich ook het blotevoetenpad bevindt.
- De Vier Landsherensteen
- De Suetendaelmolen, een watermolen op de Zutendaalbeek - als monument geklasseerd
- De fietsring, een fietsstraat door het centrum van de gemeente

## Natuur en landschap
Met een bosoppervlakte van 1.731 hectare of 54% van het totaal grondgebied bekleedt Zutendaal de tweede plaats van bosrijkste Vlaamse gemeenten. Zutendaal is gelegen op het Kempens Plateau in een bosrijke omgeving, op ongeveer 90 meter hoogte. Ten noorden van Zutendaal vindt men een uitgestrekt militair terrein, waarop zich de verlaten vliegbasis Zutendaal en een depot van het Belgisch leger bevindt. Ten westen van het dorp zijn enige zandwinningsgroeven.
Aan de Vonderstraat in het centrum bevindt zich het Vonderpark, waar merkwaardige bomen en struiken te vinden zijn. Achter de pastorie vindt men de Dorper Bemd, een voormalig hooiland en tegenwoordig een natuurgebied. Daar ligt ook de Dalerschans.
Belangrijke waterlopen zijn de Zutendaalbeek in het westen en de Bezoensbeek in het oosten van de gemeente. Deze stromen van het plateau af naar het -hier lager gelegen- vochtig-Haspengouw. De beken zijn hier en daar diep ingesneden, en op de steilrand van het plateau vindt men onder meer de Hesselsberg.
In het zuiden van de gemeente werd het Albertkanaal gegraven.
Vooral in het zuiden en oosten van Zutendaal ligt het Nationaal Park Hoge Kempen. Ten zuiden van Zutendaal, aan de Zuurbroekstraat in het gehucht Broek, bevindt zich één der toegangspoorten tot dit park, De Lieteberg genaamd, waar onder meer informatie over imkerij en insecten is te vinden, en waar zich ook een blotevoetenpad en een uitkijktoren bevindt. Van hieruit vertrekken een aantal gemarkeerde wandelingen door de omgeving van dit park. In het uiterste zuidoosten van de gemeente ligt natuurgebied De Hoefaert.

## Economie
- Zutendaal maakt deel uit van het Economisch Netwerk Albertkanaal.

## Bekende inwoners
- Freya Aelbrecht, volleybalster
- Jeroen Brouwers (tot 2017), schrijver-journalist
- Ellen Dufour, zangeres en presentatrice
- Davy Oyen, voetballer
- Martin Vangeneugden, voormalig wielrenner
- Luca Oyen, voetballer
- Jay-Dee Geusens, voetballer
- Femke Schaepkens, zangeres

## Partnergemeente
- Nettersheim (Duitsland)